# (39249) 2000 YR88
2000 واي أر 88 (ويعرف أيضًا باسم (39249) 2000 واي أر 88 وفق تسمية الكوكب الصغير) (بالإنجليزية: 2000 YR88)‏ هو كويكب ضمن حزام الكويكبات؛ وترتيبه 39249 من حيث الاكتشاف.
اكتُشف هذا الجُرم الفلكي بواسطة بحث لنكولن عن الكويكبات القريبة من الأرض في 30 ديسمبر 2000.

## وصلات خارجية
- (39249) 2000 YR88 في قاعدة بيانات مختبر الدفع النفاث لأجرام النظام الشمسي الصغيرة

- الاكتشاف · مخطط المدار ·  العناصر المدارية · المعلمات المادية

- (39249) 2000 YR88 على موقع ويكي سكاي: DSS2, SDSS, GALEX, IRAS, Hydrogen α, X-Ray, Astrophoto, Sky Map, Articles and images